# پنکه برقی (حسش کنید مادرجنده‌ها)
پنکه برقی (حسش کنید مادرجنده‌ها): تنها چیزی که از استیون ارابینو مانده است (انگلیسی: Electric Fan (Feel It Motherfuckers): Only Unclaimed Item from the Stephen Earabino Estate) یک اثر هنر معاصر از جان اس بوسکویچ است که هم‌اکنون در موزه هنرهای معاصر لس آنجلس نگه‌داری می‌شود. این اثر یک پنکه برقی است که در یک جعبه شفاف پلی(متیل متاکریلات) نگه‌داری می‌شود و این جعبه دارای شکاف‌هایی است که تا باد پنکه به ببینده برسد.
این پنکه نمایش عزای بوسکویچ است. معشوق وی (استیون ارابینو) به خاطر اپیدمی ایدز در آمریکا درگذشت و از آنجایی که خانواده ارابینو از همجنس‌گرایی وی ناراضی بودند بدون گفتن به بوسکویچ خانه مشترکشان را خالی کردند و تنها چیزی که از ارابینو برای بوسکویچ ماند این پنکه برقی بود.